# جسر العارضة اللوحية
جسر العارضة اللوحية، هو جسر مسنود على عارضتين لوحيتين أو أكثر.

## نظرة عامة
في جسر العارضة اللوحية، تكون العوارض اللوحية عادةً عبارة عن ألواح معدنية على شكل حرف آي «I» منفصلة، والتي تلحم، أو تربط بالبراغي والسملّات كما في الجسور القديمة لتشكل اللوح المعدني. في بعض الحالات، قد تُشكّل العوارض اللوحية على شكل Z بدلا من شكل I. بني أول جسر عوارض من الحديد المطاوع الأنبوبي عام 1846-1847 على يد جيمس ميلهولاند في سكة حديد بالتيمور وأوهايو.

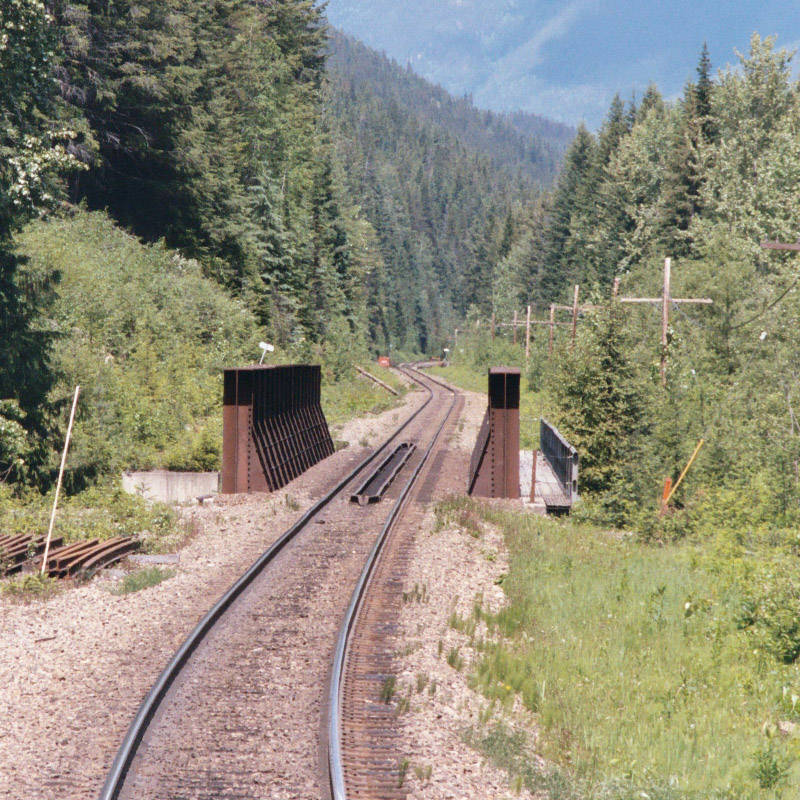
جسر العارضة اللوحية بشكل نصف دائري

تعد جسور العوارض اللوحية مناسبةً للبحور الصغيرة إلى المتوسطة، وقد تستخدم في السكك الحديدية، والطرق السريعة، أو غيرها من طرق المرور. عادة ما تكون نوعية الجسور هذه مسبقة الصنع، ويحدد طولها استنادًا إلى وسيلة النقل المستخدمة لنقلها من المصنع إلى موقع التركيب.
بشكل عام، لا يقل عمق العارضة عن  1/15 من طول البحر، وبالنسبة لقدرة التحمل عند وزن معين، فإن العمق الذي يبلغ نحو  1/12 من طول البحر، يقلل من وزن العارضة. تكون الضغوط على الشفة بالقرب من مركز البحر أكبر من تلك الموجودة في نهايتها، لذلك فإنه غالبًا ما تعزز لوحتي الشفة العلوية والسفلية في وسط البحر. تمنع عناصر التقوية الوترة من الانبعاج تحت ضغط القص.